# Arcturus diversispinis
Arcturus diversispinis är en kräftdjursart som beskrevs av Richardson 1909. Arcturus diversispinis ingår i släktet Arcturus och familjen Arcturidae. Inga underarter finns listade i Catalogue of Life.